# بحث وصفي

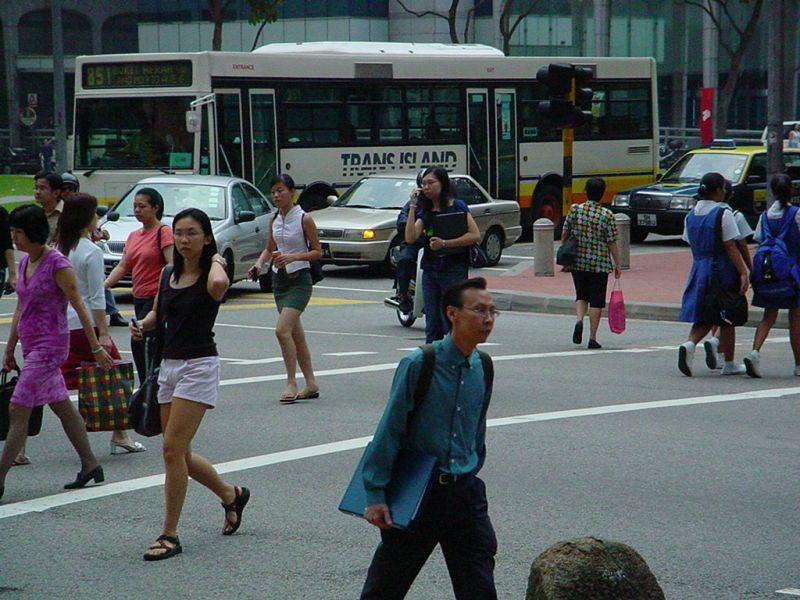

البحث الوصفي، معروف أيضا بالبحث الإحصائي، يصف بيانات حول خصائص السكان أو الظواهر. البحث الوصفي يجيب عن الأسئلة: من وماذا وأين ومتى وكيف. الهدف الرئيسي من هذا البحث هو وصف بيانات وخصائص ما هو قيد الدراسة. الفكرة الكامنة وراء هذا النوع من البحث هو دراسة الترددات، والمتوسطات وغيرها من الحسابات الإحصائية. على الرغم من أن هذا البحث دقيق جدا، ولكنة لا يشمل الأسباب التي تكمن وراء وضع ما. البحث الوصفي يُنفذ عندما الباحث يريد التوصل إلى فهم أفضل لموضوع معين، على سبيل المثال، شركة تنتج وجبات جاهزة مجمدة، تكتشف أن هناك طلبا متزايد على الوجبات الجاهزة الطازجة، وبما انها لا تعرف الكثير في هذا المجال، فبالتالي فهي بحاجة إلى إجراء البحوث من أجل التوصل إلى فهم أفضل. الامر يتعلق بعمل بحث كمي ويستخدم استطلاعات رأي وقوائم وعينات محتملة.
البحث الوصفي هو الأكثر شيوعا، والسبب الأساسي لإجراء هذا النوع من البحوث هو التعرف على سبب حدوث شيء ما. على سبيل المثال، يمكن استخدام هذا البحث لمعرفة ما هي الفئة العمرية التي تشتري نوع معين من العصير، بهدف معرفة حصة الشركة المنتجة في مختلف المناطق الجغرافية أو لاكتشاف الشركات المنافسة لها في السوق. يحصل على بيانات أكثر دقة أو نتائج ممكنة، عندما البحث يلبي كل المتطلبات الصارمة للبحوث.
الإحصاءات الوصفية توفر عرض للبيانات على شكل رسوم بيانية. من دون التحليل الإحصائي، الكمية الهائلة من البيانات الرقمية التي يتم جمعها في الدراسات الكمية تكون ساحقة وبدون معنى. فيجب وصف وتوليف البيانات لاعطائها معنى. الإحصاءات الوصفية هي الأسلوب الشائع المستخدم من قبل الباحثين لتنظيم وتلخيص البيانات الرقمية التي يتم جمعها من السكان والعينات.

## المعلمات الأربعة
هذا النوع من البحوث هو عبارة عن تجميع يضم العديد من منهجيات البحث والإجراءات الخاصة، مثل ملاحظات (observations) ودراسات استقصائية (surveys) وتقارير ذاتية (self-reports)، واختبارات (tests). المعلمات الأربعة من البحث سوف يساعدنا على فهم ما هو البحث الوصفي وأنواعة المختلفة.

- النهج العام (GENERAL APPROACH), على عكس ما هو البحث النوعي، البحث الوصفي هو تحليلي أكثر (analytic). وغالبا ما يركز على عامل أو متغير معين.
- هدف البحث (RESEARCH AIM), البحث الوصفي يعتمد على فرضيات (غالبا ما ينشأ من بحوث نوعية سابقة) ويتحرك في الاتجاه الاستنتاجي
- التحكم بمحيط البحث (CONTROL OVER THE RESEARCH CONTEXT), وأخيرا، مثل البحث النوعي، البحث الوصفي يهدف لجمع البيانات دون أي تلاعب بسياق البحث. وبعبارة أخرى، في البحوث الوصفية عامل التحكم أو التلاعب في سياق البحث، هو منخفض وغير تدخلي، ويتناول الأحداث كما هي في صورتها الطبيعية.
- إجراءات دقيقة في جمع البيانات (EXPLICITNESS OF DATA COLLECTION PROCEDURES), وبالإضافة إلى هذه الدقة. أدوات المراقبة تستخدم بكثرة البيانات الكمية (رقمية). الاختلافات في خاصية البحوث الوصفية تعتمد على موضوع البحث.

البجث الوصفي قد يركز على مواضيع فردية ويخوض بعمق كبير في وصف التفاصيل.
من ناحية أخرى، ولان هناك استخدام لإجراءات جمع وتحليل البيانات (مثل الدراسات الاستقصائية), البحث الوصفي يمكن لة أيضا ان يتحقق بمجموعات كبيرة من المواضيع. وكثيرا ما تكون هذه فئات مصنفة مسبقاً. في هذه الحالات، نتائج الإجراءات التحليلية تميل إلى إظهار المتوسط (average) السلوك "" للمجموعة.

## أولا: مفهوم البحث الوصفي
حيث يريد الباحث أن يدرس ظاهرة ما فأول خطوة تكمن في جمع معلومات وافية ودقيقة عنها. الأسلوب الوصفي يعتمد على دراسة الواقع أو الظاهرة كما هي في الواقع ويهتم بوصفها وصفا دقيقا سواء باستخدام الأسلوب الكيفي أو الكمي. التعبير الكيفي يصف الظاهرة ويوضح خصائصها عن طريق... أما الكمي فيصف الظاهرة من خلال ارقام وجداول، موضحاً فيها حجم الظاهرة وارتباطها بالظواهر الأخرى.
بداية استخدام البحث كانت في نهاية القرن الثامن عشر حيث قامت دراسات لوصف حالة السجون الإنجليزية ومقارنتها بالسجون الفرنسية والألمانية، كما نشطت هذه الدراسات في القرن التاسع عشر حيث ركزت على الدراسات الاجتماعية مثل التي قام بها فريدرك لوبلاي (1806-1882), بإجراء دراسات تصف الحالة الاقتصادية والاجتماعية للطبقة العاملة في فرنسا، مستخدما في ذلك أدوات بحث خاصة، في ذلك الوقت، كالاستبيان والمقابلات. تطور الهام للبحث الوصفي حدث في القرن العشرين بعد اكتشاف الحاسوب وما لها من قدرة وسرعة على تحليل وتحديد العلاقات بين كمية هائلة من البيانات والأرقام.
تبرز أهمية الأسلوب الوصفي في دراسة بعض الحالات الإنسانية، مثل دراسة سلوك الأطفال اليتامى، من خلال وصف الحالة النفسية لعينات منهم.
يمكن استخدام الأسلوب الوصفي، أيضاً في مجالات أخرى مثل الظواهر الفلكية والفيزيائية والكيميائية والبيولوجية المختلفة.
لا يقتصر الأسلوب الوصفي على جمع المعلومات والبيانات عن ظاهرة معينة بل لا بد من تصنيف هذه المعلومات وتنظيمها، بهدف فهم واقع الظاهرة كما هو ومن ثم الوصول إلى استنتاجات وتعميمات لتطوير موضوع هذة الظاهرة.
مثلاً لتخطيط بناء المدارس اللازمة في منطقة ما، دور الأسلوب الوصفي يكمن في جمع معلومات عن متوسط حجم الأسرة، في تلك المنطقة، وتحليلها للوصول إلى نسبة النمو السكاني وبالتالي الوصول إلى تحديد عدد تلك المدراس وحجم كل منها.
ويمارس البحث الوصفي كثيراً في حياتنا اليومية، إن تعداد السكان وجمع المعلومات عن إعداد الطلاب الغائبين أو إعداد الموظفين الذين يتغيبون عن العمل، واتجاهات الطلاب نحو معلميهم كلها موضوعات تمثل بحوثاً وصفية في الحياة العملية أو اليومية، وكما سبق القول لا ينتهي البحث الوصفي بالحصول على هذه المعلومات بل لا بد من أن يتعدى ذلك للوصول إلى تفسيرات واستنتاجات وتعميمات.

## ثانياً:- خطوات الأسلوب
الأسلوب الوصفي هو أحد أساليب المنهج الطريقة العلمية في البحث، مراحل هذة الطريقة تبدأ بتحديد المشكلة ثم فرض الفروض واختبار صحة الفروض وحتى الوصول إلى النتائج والتعميمات، ولكن طبيعة الدراسة الوصفية تتطلب المزيد من الخطوات التفصيلية التي يمكن عرضها فيما يلي:
1. تحديد مشكلة البحث وجمع المعلومات عنها.
2. صياغه مشكلة البحث على شكل سؤال أو أكثر.
3. وضع فرضية أو فرضيات كحلول مبدئية للمشكلة، توجه البحث نحو اختبار هذة الحلول.
4. اختبار العينة التي ستجرى عليها الدراسة مع توضيح لحجم العينة وأسلوب اختيارها. ويختار الباحث أدوات البحث التي سيستخدمها في الحصول على المعلومات كالاستبيان أو المقابلة أو الاختبار أو الملاحظة وذلك وفقا لطبيعة مشكلة البحث.
5. القيام بجمع المعلومات المطلوبة بطريقة دقيقة ومنظمة.
6. الوصول إلى النتائج وتفسيرها واستخلاص التعميمات

## ثالثا: بعض القضايا المتصلة بالبحث الوصفي
يتناول هذا الجزء دراسة بعض القضايا المتعلقة بالبحث الوصفي فيما يتعلق بمصدر المعلومات وبطريقة التعبير عن نتائج البحث الوصفي.
1.	ما مصدر المعلومات؟ المجتمع الأصلي أم عينة منه؟
إن مصدر المعلومات في البحث الوصفي هو الواقع نفسه، فحين يصف الباحث ظاهرة مثل أسباب الطلاق المبكر في الأردن، فحسب عدد المطلقين، الذين هم مصدر المعلومات، يقرر الباحث إذا ما دراسة عينة أو المطلقون ككل؟
إذا تناولت الدراسة الوصفية ظاهرة في مجتمع ما، فان النتائج تكون صادقة فقط بالنسبة لمجتمع نفسة ولا يصلح ان تعميم على مجتمعات أخرى.
وهناك حالات لا يستطيع البحث فيها دراسة المجتمع الأصلي ككل، لان دراسة من هذا النوع تتطلب جهدا ووقتا كبيرا كما هو الحال في الكثير من المسائل، مثل ظاهرة قلة ثقافة الطلاب في المدارس الثانوية، فلا نستطيع دراسة كل المجتمع الأصلي، أي جميع طلاب المدارس الثانوية، وإذا أردنا أن ندرس اتجاهات الآباء نحو أبنائهم المراهقين فإننا لا نستطيع دراسة كل المجتمع الأصلي وهو الآباء كافة. ولذلك يميل الباحثون في كثير من الحالات الدراسية إلى اختيار عينة من المجتمع الأصلي بشرط أن تكون ممثلة لجميع خصائصة. اختيار العينة الممثلة هي عملية تتطلب وعيا ودقة كبيرة.
2.	كيفية التعبير عن النتائج ؟, الكمية والكيفية:
النتائج، حسب طبيعة مشكلة البحث، يمكن أن تعرض بطريقة كيفية أو كمية أو كلاهما. فإذا استهدف الباحث دراسة مهام المهندسين أو الاطباء، فالنتائج تُعرض بشكل كيفي أو بعبارات لفظية تصف تلك المهام، مثلاً:
- تخطيط الموقع
- حساب الكميات
- الرسم..... الخ

أو يقوم الباحث بدراسة مشكلات طلاب المرحلة الثانوية فانه يعرض نتائجه على النحو التالي:
يواجه طلاب المرحلة الثانوية المشكلات التالية حسب درجة شدتها:
- مشكلات أسرية
- مشكلات مدرسية
- مشكلات نفسية... الخ

إن مثل هذه النتائج تستخدم أوصاف لفظية مفيدة، ولكنها لا تعطي معنى ذات فهم واحد. ما هو الفرق مثلاً بين درجة حدة المشكلات الأسرية وتلك المدرسية. كما يمكن ان لا يتفق من يطلع على هذا النوع من النتائج المستخدة في البحث الكيفي، مثلاً «المشكلات الأسرية حادة جدا»، قد تُفهم بأنها خطيرة أو غير قابلة للعلاج انها ببعض التوجيه يمكن أن تخفف حدتها. ومع ذلك فالعرض بالأسلوب الكيفي مفيد لمنطلقات وإجراءات ودراسات وأبحاث أخرى متصلة بموضوع البحث وبنتائجه.
أنواع أخرى من الدراسات تتطلب استخدام الأسلوب الرقمي أو الكمي الذي يعبر عن النتائج بأرقام أو رسوم بيانية. فحين يدرس الباحث مشكلة مثل حجم الأسرة الأردنية أو عدد القوى المتخصصة، أو تصنيف المعلمين حسب مؤهلاتهم وخبراتهم، فانه يحتاج إلى عرض النتائج بأسلوب رقمي، أي إجراء عملية العد وحساب التكرارات والنسب المئوية وغير ذلك من المفاهيم الإحصائية فالأرقام تعطي وصفا دقيقا لظاهرة خاصة وتستند بذلك إلى قاعدة المقياس والإحصاء.
ولا شك أن استخدام الأسلوب الرقمي في عرض النتائج يتطلب توفر كفاءات وأدوات قياسية مناسبة، يبقى ان طبيعة موضوع البحث هو الذي يحدد الأسلوب المناسب لعرض النتائج. وبشكل عام يمكن القول بان الظاهرة الطبيعية تخضع أكثر للقياس، أي لتعبيرات الكمية الرقمية، من الظاهرة الاجتماعية.

## رابعا: مستويات الدراسة الوصفية
تتنوع الدراسة الوصفية من حيث مستوى تعمقها، من جمع المعلومات والإحصاء البسيط أو الوصف البسيط للظاهرة إلى تنظيم العلاقات بين هذه المعلومات ودراسة تاثير عامل معين أو أكثر على النتائج.
فالباحث حين يجمع معلومات وبيانات عن ظاهرة ما مثل إحصاء أراء الآخرين اتجاه الحرب أو عدد المواليد الجدد فانه يقوم بأدنى مستويات من الدراسة الوصفية حيث الهدف الحصول على معلومات تفيدنا في التعرف على واقع معين.
وقد يخطط الباحث لإجراء دراسات مسحية متعمقة كان يدرس اثر انفصال الوالدين على صحة الأطفال النفسية أو اثر المستوى التعليمي للسكان على اتجاهاتهم الصحية، فالبحث هنا يتعمق بدراسة المستويات التعليمية المتفاوتة للسكان والاتجاهات المختلفة لكل منها. بعد جمع المعلومات تتم عملية التصنيف كما في المثل التالي:
- المواطنون الأميون: لا يؤمنون بمراجعة الأطباء ولا يثقون بالدواء.
- المواطنون ذوي التعليم البسيط: لا يؤمنون بمراجعة الأطباء ويبحثون عن أي دواء
- المواطنون ذوي التعليم الثانوي: يذهبون إلى الصيدلية إذا شعورا بالمرض
- المواطنون ذوي التعليم الجامعي: يرفضون تناول الدواء إلا إذا بوصفة طبية

بعد جمع وتصنيف المعلومات، الباحث يقارن بين المتغيرات للوصول إلى نتائج وتعميمات محتملة لمشكلة البحث. في هذة الحالة الدراسية مراحل البحث يمكن ان تلخص كما يلي:
1. جمع المعلومات عن المستويات المختلفة واتجاهاتها وهذا أول مستوى للدراسة الوصفية
2. نظم المعلومات وصنفها وعرضها حسب المستوى التعليمي للمواطنين وهذا هو المستوى الثاني للدراسات الوصفية
3. تفسير المعلومات والمقارنة بين متغيرين هما المستوى التعليمي والاتجاهات الصحية.

## خامسا: أنماط الدراسات الوصفية
الدراسات الوصفية تتخذ أنماطا وإشكالا متعددة وليس هناك اتفاق بين الباحثين على تصنيف معين لهذه الدراسات ولكن فان د.الين يحدد الأنماط التالية للدراسة الوصفية:
1. الدراسة المسحية وتشمل المسح المدرسي، والمسح الاجتماعي ودراسة الرأي العام وتحليل العمل وتحليل المضمون
2. دراسة العلاقات المتبادلة وتشمل دراسة الحالة والدراسات العليا والدراسات الارتباطية
3. الدراسات التتبعية: وتشمل دراسات النمو بأسلوبها الطولي والمستعرض ودراسة الاتجاهات التتبعية

وفيما يلي شرح لهذه الأنماط

### أولا: الدراسات المسحية
الدراسات المسحية هي أسلوب في البحث يتم من خلالها جمع المعلومات عن ظاهرة ما بقصد التعرف عن الوضع الحالي وعن جوانب القوة والضعف له، بهدف الوصول إلى استنتاجات عن صلاحية هذا الوضع أو عن حاجته لتغيرات جزئيه أو جذرية.
ويختلف أسلوب الدراسات المسحية عن أسلوب الدراسات الأخرى، بما يلي:
- المسح تتعلق بالوضع الراهن أو الواقع الحالي بينما الدراسة التاريخية تعالج أوضاعا حدثت في الماضي.
- المسح يتم في ظروف طبيعية، بينما الدراسات التجريبية في ظروف صناعية كالمختبر. ويختلف أيضاً، هدف المسح فهو يدرس الواقع كما هو، بينما هدف التجريبي التعرف على الأسباب المباشرة أو العوامل المؤثرة التي أدت إلى هذا الواقع.
- المسح أكثر شمولا وأوسع نطاقا بالنسبة لدراسة الحالة من جهة، وأقل تعمقا منها من جهة أخرى.
- المسح يستخدم أدوات بحث علمية مختلفة للحصول على المعلومات والبيانات اللازمة. مثل الاستبيان والمقابلة والملاحظة والاختبارات ولكن الأكثر شيوعا هي الاستبيان والمقابلة

#### أنواع الدراسات المسحية
- أ-المسح المدرسي.
- ب-المسح الاجتماعي
- ج-دراسات الرأي العام
- د-تحليل العمل
- ه-تحليل المحتوى.

##### المسح المدرسي
يتعلق المسح المدرسي بدراسة المشكلات المرتبطة بالميدان التربوي بإبعاده المختلفة مثل المعلمين والطلاب ووسائل التعليم وطرق التدريس وأهداف التربية والمناهج وغيرها وتهدف هذه الدراسات إلى تطوير العملية التربوية ووضع الخطط تتم لجمع المعلومات والبيانات عن الأوضاع التربوية قبل وضع الخطط الخاصة بتطوير هذه الأوضاع.

###### مجالات المسح المدرسي
العملية التربوية بأبعادها المختلفة وأهدافها وبرامج الدر اسه وطرق التدريس والمناهج والخدمات ألتوجيهيه والإرشاديه والصحية. والنشاطات الاجتماعية والثقافية والتربوية المرتبطة بالمناهج الدراسية.
الوضع العام للتعليم بما في ذلك طرق تمويل التعليم والتشريعات القانونية التي تنظم عمليه التعليم وكلفه التعليم والبناء المدرسي بمرافقه المختلفة.
الطلاب من حيث مستوياتهم العقلية والاجتماعية والاقتصادية وأساليبهم في الدراسة واتجاهاتهم نحو المدرسة ونحو العمل وأحوالهم الصحية والفروق الفردية بينهم وأعدادهم في الصف الواحد ونسب الناجحين وغير الناجحين. المعلمون: مؤهلاتهم وخبراتهم وأعدادهم وتخصصاتهم واتجاهاتهم نحو مهنه التعليم ونحو الطلاب ونحو الحياة.

##### المسح الاجتماعي
بدأت هذه الدراسات على يد جون هوارد سنة 1773 وفردريك لوبلاي سنه 1885 وشارلزبوث (1839-1903)، التي تناولت موضوعات اجتماعيه مختلفة مثل دراسة أحوال السجون وأحوال المسجونين وأسباب سجنهم وأحوال السكان الفقراء والعمال في المدن الصغيرة والكبيرة وقد استهدفت هذه الدراسات توجيه الاهتمام إلى بعض المشكلات والقضايا الاجتماعية كجزء من حركات الإصلاح الاجتماعي في البلدان الأوروبية كما اهتم الاشتراكيون الأوروبيون بهذه الدراسات لإثبات الحاجة الملحة إلى التطوير والتغيير الاجتماعي.
ولهذه الدراسات ميزات أساسيه كدراسات المسح التربوي في كونها تمثل أسلوبا ناجحا في دراسة الظواهر والأحداث الاجتماعية التي يمكن جمع معلومات وبيانات رقميه وكميه عنها وفي كونها وسيله لقياس أو إحصاء الواقع ووضع خطط لتطويره. ويؤخذ على هذه الدراسات أنها دراسات مسحية تهتم بالشمول أكثر مما تهتم بالعمق فالباحث الذي يقوم بعمليه المسح الاجتماعي يهتم بدراسة أراء الناس ومواقفهم المعلنة دون أن يهتم بتحليل أو بالتعمق في دراسة العوامل التي تؤدي إلى هذه الآراء والمواقف. كما يرى بعض الباحثين أن هذه الدراسات المسحية لا تعطي الباحث مرونة كافيه لاستيعاب الظاهرة كما قد يجدها في الواقع وذلك لان الباحث يعد مسبقا أدوات بحثه كالاستبيان مثلا قبل أن يبدأ عمليه المسح وبذلك يقيد نفسه في أسئلة الاستبيان، وهذا يؤدي إلى إغفال بعض المعلومات المهمة. ويمكن أن يتجنب هذا، في عمل دراسة كافيه قبل نص الاستبيان. كما يمكن الحصول على المعلومات باستخدام أدوات أخرى كالمقابلة والملاحظة العملية.

###### مجالات المسح الاجتماعي
تتسع مجالات المسح الاجتماعي لتغطي جميع جوانب الحياة الاجتماعية، مثل توزيع وحركه السكان والهجرة الداخلية والخارجية والعادات والتقاليد والاتجاهات الاجتماعية والاقتصادية والسياسية والدينية، والفروق بين فئات المجتمع وطبقاته. كل هذه المجالات تعتبر ميدانا للدراسات المسحية الاجتماعية.

##### دراسات الرأي العام
يعرف الرأي العام بأنه تعبير الجماعة عن أرائها ومشاعرها وأفكارها ومعتقداتها واتجاهاتها نحو موضوع معين في وقت معين. فهو صوت الناس أو حكمهم أو قرارهم في عمل أو في موضوع ما.
بُعبر عن الرأي العام بطريقة تلقائية حيث تبدو إحكام الناس واضحة في تصرفاتهم وسلوكهم وتعليقاتهم ومواقفهم. كما يعبر عنه بطريقه منظمة عن طريق الباحثين.

###### فائدة دراسة الرأي العام
ان دراسات الرأي العام تكون حيوية لتحقيق فوائد متعددة في أكثر من مجال:
- تساعد على الحصول على معلومات وبيانات ضرورية لأية عملية تخطيط، للتعرف على مواقف الناس واتجاهاتهم نحو الموضوعات التي ستتناولها عملية التخطيط.
- تقدم توجيه للسلطات في المجالات الاجتماعية والسياسية والاقتصادية، كما تعتبر قوة لتصحيح أو تغيير المسؤولين.

البحث الوصفي يمكن أن يطبق في العمارة في قضايا مثل البحوث الاجتماعية المتعلقة بتصورات واهتمامات وثقته الجمهور بالنسبة للمشاريع العامة أو الخاصة التي ستنفذ في منطقتهم، (جوامع، مسارح، حدائق، مدارس مصانع، ناطحات سحاب... الخ) أو عن جودة المباني الجديدة التي يسكنون فيها هدف المسح يمكن أن يبين رضا المواطنين عن جودة المشاريع التي ستنفذ أو أخذ اقتراحاتهم لتحسين المشاريع التي نفذت.

###### خطوات الدراسات المسحية المتعلقة بالرأي العام
تعتبر خطوات دراسة الرأي العام منسجمة تماما مع خطوات ومراحل البحث الوصفي من حيث التزامها بخطوات المنهج العلمي والاتجاهات العلمية الدقيقة، ولكن بساطة الرأي العام تجعل إمكان قياسه عملية سهلة باستخدام الخطوات التالية:
- تحديد المشكلة التي تتطلب معرفة الرأي العام حولها.
- تحديد المجتمع الأصلي قيد الدراسة أو تحديد عينة منة ؛
- تحديد أداة التعرف على الرأي العام.
- استخلاص النتائج وتنظيمها.

###### مزالق الدراسات المسحية
وعلى الرغم من بساطة هذه الخطوات فإن الباحث العلمي يحسب حسابا دقيقا للمزالق التي قد يقع فيها وتؤثر على دقة الدراسة ومن هذه المزالق:
- أن تكون العينة غير ممثلة تماما للمجتمع الأصلي
- أن تكون العينة بعيدة الصلة عن الموضوع الذي يدرسه الباحث.
- أن تكون الأسئلة عامة وغير دقيقة.

مثلاً، لا يجوز توجية سؤال للرجال عن موقفهم تجاه عمل المرأة، لأن الرأي العام يتكون من رجال ونساء، ولا يجوز أن تسأل مجموعة من العمال غير المثقفين عن اتجاهاتهم نحو حرب تدور في بلد بعيد ا يعرفوة!

###### الأدوات والوسائل الستخدمة لدراسة الرأي العام
- الاستبيان: توجيه أسئلة عبر الاستبيان.
- المقابلة: توجيه أسئلة مباشرة لأفراد العينة.
- الاتصال الهاتفي: توجيه أسئلة لأفراد العينة عن طريق الهاتف.
- تحليل أساليب إسقاطية عن طريق إكمال جمل ناقصة أو تداعي الكلمات أو باستخدام اختيارات إسقاطية.
- تحليل الشائعات والنكات حيث يعبر عن الرأي العام في موضوعات معينة.

أما ميادين دراسة الرأي العام فتشمل كل ميادين الحياة حيث يمكن إجراء دراسات للتعرف على رأي الجمهور في أية قضية سياسية أو اقتصادية أو اجتماعية.

##### دراسات تحليل العمل
إن تحليل العمل أو تحليل الوظيفة هو دراسة المعلومات والمسؤوليات المرتبطة بعمل معين، وهو يهدف إلى تقديم وصف عام يشمل الواجبات والمسؤوليات والمهام المرتبطة بهذا العمل، ويشمل تحليل العمل ما يلي:
1. تحديد تفصيلي لواجبات الوظيفة ومسؤولياتها.
2. مواصفات العامل الذي يشغل هذا العمل أو الوظيفة.

ويؤدي تحليل العمل إلى تقديم صورة وصفية عن العمل تشمل البنود التالية:
1. تعريف العمل: يحدد اسم الوظيفة، القسم الذي ترتبط به الوظيفة، الإدارة التي يرتبط بها الوظيفة.
2. ملخص العمل: يقدم وصفا مختصرا للمهمة الأساسية لهذا العمل
3. واجبات العمل: تحدد الواجبات المنوطة بهذه الوظيفة، وتكتب المهام المرتبطة بالعمل، ويحدد الوقت اللازم أو المدة الزمنية لممارسة كل مهمة.
4. الإشراف: يحدد أسماء الوظائف والأعمال التي تلي هذه الوظيفة أو تسبقها، ودرجة الإشراف التي تمارس على شاغل الوظيفة، ودرجة الإشراف التي تمارسها هذه على وظائف أخرى.
5. علاقة الوظيفة بالوظائف الأخرى: تحدد علاقات اتصال الوظيفة رأسيا وأفقيا بالوظائف الأخرى، كما تحدد الوظيفة الجديدة التي يمكن أن يرقى إليها شاغل هذه الوظيفة.
6. الأدوات والمواد والآلات التي تستخدم في هذا العمل أو الوظيفة
7. توضيح ظروف العمل في هذه الوظيفة: هل هو عمل مكتبي، ميداني؟ هل يتم في ظروف صحية سليمة؟ هل يتعرض من يشتغل هذا العمل لأخطار مهنية؟
8. تعريف المصطلحات المهنية والفنية التي تستخدم في مهمات هذا العمل.
9. إضافة أية تعليقات يمكن أن تكون مفيدة

###### مثال على تحليل وظيفة
1. تعريف الوظيفة: رئيس شعبة المهن الهندسية- قسم البرامج التدريبية والتعليمية- مديرية كليات المجتمع- وزارة التربية والتعليم.
2. ملخص العمل: يقوم رئيس شعبة المهن الهندسية بالإشراف على تنفيذ برامج المهن الهندسية في كليات المجتمع الحكومية والخاصة.
3. واجبات العمل: يقوم رئيس شعبة المهن الهندسية بالمهام التالية:

الفترة الزمنية
- الإشراف على إعداد الخطط التدريسية 		1/10- 1/11
- تزويد المعلمين بالمراجع المناسبة 		1/10- 15/11
- التأكد من تطبيق الخطط التدريسية		16/10- 1/11
- تقديم المساعدة إلى مدرسي المهن الهندسية	1/10- نهاية الفصل
- وضع برامج تدريبية لمدرسي المهن الهندسية في العطلة الصيفية
- ......... الخ
- ......... الخ

1. الإشراف: يكون رئيس شعبة المهن الهندسية مسئولا أمام رئيس قسم البرامج ويمارس عمله من خلال اتصاله بمديري الكليات الهندسية والمدرسين فيها. يتلقى إشرافا غير مباشر من مدير كليات المجتمع ورئيس قسم البرامج ويمارس إشرافا كاملا على المدرسين.
2. علاقة الوظيفة بالوظائف الأخرى: يمكن أن يشغل رئيس شعبة المهن الهندسية وظيفة رئيس قسم من معهد المهن الهندسية، يتصل رئيس الشعبة برئيس قسم البرامج وبالمعلمين.
3. الأدوات والمواد: يستخدم الرسوم الهندسية ولا يستخدم أدوات هندسية لممارسة عمله.
4. ظروف العمل: يمارس عملا مكتبيا غير مزود بأية مزايا مرتبطة بالمهن الهندسية يعمل في أوقات قليلة عملا مكتبيا مع مديري الكليات أو مع بعض رؤساء الأقسام فيها
5. تعريف المصطلحات: المصطلحات المستخدمة هي: برنامج، مساق، ساعة معتمدة، خطة دراسية.. الخ، يضع تعريفا لكل مصطلح.
6. تعليقات أخرى: يأخذ علاوة مكتبية وعلاوة ميدانية، له الحق في زيارة الكليات بعد تحديد موعد مسبق معها.. الخ

ويتطلب تحليل العمل وضع مواصفات لمن يستطيع إشغال هذا العمل من حيث مؤهلاته العلمية وخبرته الميدانية وخصائصه الشخصية، ما الأدوات التي يستخدمها الباحث الذي يريد أن يحلل عملا ما؟

###### أدوات تحليل العمل
1. الاستبيان : يقدم الباحث استبيان يوزعه على عينة من الأشخاص الذين يشغلون هذا العمل، ويتضمن الاستبيان مجموعة من الأسئلة المرتبطة بالعمل.
2. المقابلة : يمكن أن ينظم الباحث مقابلات مقننة لعينة من الأفراد الذين يشغلون العمل، كما يمكن أن يستخدم المقابلة بالإضافة إلى الاستبيان.
3. الملاحظة : يقوم الباحث بزيارة عدد ممن يشغلون الوظيفة ويبقى مع عدداً منهم ليتمكن من الاطلاع على المهام والمسؤوليات التي يمارسها العاملون.
4. دراسة السجلات اليومية التي يعدها العاملون عن نشاطاتهم اليومية والدورية.
5. دراسة أراء عدد من الرؤساء الذين يشرفون على هذه الوظيفة من خلال مقابلة شخصية أو استبيان ؛ لكي يحلل الباحث عمل الجندي يذهب إلى عدد من الضباط ويطلب منهم معلومات عن مهام الجندي ومسؤولياته.

##### دراسةتحليل المضمون
ارتبطت أشكال الدراسات المسحية السابقة وهي المسح المدرسي والاجتماعي والرأي العام بالاتصال المباشر مع المصادر البشرية التي تمتلك المعلومات التي يريدها الباحث، ولكن دراسات تحليل المضمون تتم من غير اتصال مباشر حيث يكتفي الباحث باختيار عدد من الوثائق المرتبطة بموضوع بحثه مثل السجلات والقوانين والأنظمة والصحف والمجلات وبرامج التلفزيون والكتب وغيرها من المواد التي تحتوي المعلومات التي يبحث عنها الباحث.
فالباحث بعد أن يختار الوثائق التي يريد أن يدرسها يبدأ بعملية الدراسة والتحليل مركزاً على المعلومات المتضمنة في الوثيقة بوضوح فلا يحاول الباحث أن يستنتج من الوثيقة بل يكتفي بالبيانات المذكورة فيها.
ويستند أسلوب تحليل المضمون إلى المسلمة التالية وهي أن اتجاهات الجماعات والأفراد تظهر بوضوح في كتاباتها وصفحاتها وآدابها وفنونها وأقوالها وملابسها وعمارتها.. فإذا ما تم تحليل هذه الأدوات فإن ذلك يكشف عن اتجاهات الجماعات.
خطوات المنهج الوصفي في دراسة تحليل المضمون، هي تحديد مشكلة البحث وفراضياتها واثبات صحة هذة عن اختيار عينة وتحليلها حتى الوصول إلى نتائج.
صعوبات هذا المنهج هي في اختيار العينة، حيث لا يستطيع الباحث أحيانا عمل صورة كاملة عن الموقف أو المشكلة التي يدرسها، ويحدد الباحثون عادة الصعوبات التالية في دراسة تحليل المحتوى :

###### صعوبات دراسة تحليل المحتوى
1. قد تكون بعض الوثائق التي يحللها الباحث ليست واقعية بل تمثل صورة مثالية، فالقوانين يمكن أن تنص عن حرية الفرد وكرامته ولكنها لا تطبق في كثير من الممارسات.
2. عدم القدرة على الاطلاع على وثائق هامة تتسم بطابع السرية.
3. وثائق محرفة أو مزورة، وتحليل محتواها سيقود إلى نتائج خاطئة.

غير أن هذه الصعوبات يمكن أن تقل كثيراً إذا نجح الباحث في اختيار عينة ممثلة عن الوثائق وإذا استخدم المنهج العلمي في نقد هذه الوثائق قبل دراستها ليتأكد من صحتها قبل أن يبدأ بتحليلها.

###### مزايا دراساتتحليل المضمون
1. إن جمع المعلومات ودراستها دون الاتصال المباشر بمصادر بشرية يمكن أن يقلل من إمكان وقوعه في أخطاء مقصودة أو غير مقصودة نتيجة النسيان، فالباحث يحصل على المعلومات من خلال الوثيقة مباشرة.
2. يتمكن الباحث من الحصول على معلومات دون حرج في ملاحقة المصادر البشرية مما يعطيه رضاً نفسياً عن عمله، فالوثائق متاحة دائماً لدراستها والتأكد منها.
3. إن دراسات تحليل المضمون يمكن أن تتم في أي الوقت ا دون التزامات معينة تتعلق بالوقت أو بأساليب إجراء المقابلات فالوثائق موجودة معه دائماً ويستطيع أن يفحصها متى يريد.

###### فوائد دراسات تحليل
1. تحديد أسس اختيار العاملين للوظيفة التي تم تحليلها.
2. تنمية الموظفين العاملين في هذه الوظيفة لرفع مستوى كفائتهم الإدارية.
3. وضع أسس لترقية الموظفين أو نقلهم
4. تحديد الخصائص الشخصية لمن سيشغلون هذه الوظيفة.
5. تحيد أفضل الطرق لأداء العمل.
6. تحديد سليم للأجور والمرتبات في ضوء مسؤوليات الوظيفة ومهامها.
7. تحديد معايير الإنجاز المطلوب ممن يشغل هذه الوظيفة.

##### دراسةتحليل المضمون
ارتبطت أشكال الدراسات المسحية السابقة وهي المسح المدرسي والاجتماعي والرأي العام بالاتصال المباشر مع المصادر البشرية التي تمتلك المعلومات التي يريدها الباحث، ولكن دراسات تحليل المضمون تتم من غير اتصال مباشر حيث يكتفي الباحث باختيار عدد من الوثائق المرتبطة بموضوع بحثه مثل السجلات والقوانين والأنظمة والصحف والمجلات وبرامج التلفزيون والكتب وغيرها من المواد التي تحتوي المعلومات التي يبحث عنها الباحث.
فالباحث بعد أن يختار الوثائق التي يريد أن يدرسها يبدأ بعملية الدراسة والتحليل مركزاً على المعلومات المتضمنة في الوثيقة بوضوح فلا يحاول الباحث أن يستنتج من الوثيقة بل يكتفي بالبيانات الصريحة الواضحة المذكورة فيها.
ويستند أسلوب تحليل المضمون إلى المسلمة التالية وهي أن اتجاهات الجماعات والأفراد تظهر بوضوح في كتاباتها وصفحاتها وآدابها وفنونها وأقوالها وملابسها وعمارتها.. فإذا ما تم تحليل هذه الأدوات فإن ذلك يكشف عن الاتجاهات التي تسير الجماعات.
ويسير الباحث في دراسة تحليل المضمون وفق خطوات المنهج الوصفي فبعد أن يحدد مشكلة البحث يضع فروضه التي ستوجهه في استكمال البحث والوصول إلى النتائج، ثم يختار العينة التي سيحللها ليصل إلى النتائج.
وتبرز الصعوبات في هذا المنهج باختيار العينة، حيث لا يستطيع الباحث أحيانا الاطلاع على بعض الوثائق الهامة، أو أن الوثائق التي يدرسها لا تمثل صورة كاملة عن الموقف أو المشكلة التي يدرسها الباحث

###### عادة الصعوبات دراسة تحليل المحتوى
النتائج خاطئة يمكن ان تأتي من تحليل ما يلي:
1. وثائق مثالية غير واقعية، فمثلاً القوانين يمكن أن تنص على حرية الفرد وكرامته ولكنها لا تطبق في كثير من الممارسات.
2. وثائق هامة تتسم بطابع السرية.
3. وثائق محرفة أو مزورة.

لتقليل هذة الصعوبات، يمكن للباحث اختيار عينة ممثلة عن الوثائق، واستخدم المنهج العلمي في نقد هذه الوثائق قبل دراستها لتأكد من صحتها.

###### مزايا دراساتتحليل المضمون
1. -	جمع المعلومات ودراستها دون الاتصال المباشر بمصادر بشرية التي يمكن ان تقلل من إمكانية الوقوع في أخطاء مقصودة أو غير مقصودة نتيجة النسيان، فالباحث يحصل على المعلومات من خلال الوثيقة مباشرة.
2. -	يتمكن الباحث من الحصول على معلومات دون الشعور بالحرج نتيجة ملاحقتة للمصادر البشرية وهذا يعطيه رضاً نفسياً عن عمله، فالوثائق متاحة دائماً أمام الباحث ويستطيع العودة إليها عدة مرات لدراستها والتأكد منها.
3. -	إن دراسات تحليل المضمون يمكن أن تتم في الوقت الذي يرغب فيه الباحث دون أن يشعر بالتزامات معينة تتعلق بالوقت أو بأساليب إجراء المقابلات فالوثائق موجودة معه دائماً ويستطيع أن يفحصها متى يريد.

#### كيفية إدارة المقابلة (conducting interviews)
1. التأكد أن المفحوص يمثل عينة عن المجموعة.
2. إيجاد المكان المناسب.
3. احصل على تصريح مكتوب للمقابلة.
4. أنشاء تواصل وانسجام مع المقابل معه.
5. التركيز على الواقع وليس التجريد أو الفرضيات.
6. دع المتحدثين يقولون ما يريدون.
7. تسجيل الوقائع حرفيا.
8. الاحتفاظ بردود أفعالك لنفسك.
9. ليس من الضروري ان تحصل على معلومات دقيقة.
10. أثناء صياغة الأسئلة يجب أن تكون قابلة للتحويل إلى صيغ رياضية يمكن قياسها.
11. عمل اختبار قبلي للأسئلة وكيف سيتم فهم الآخرين لها.
12. اجعل لكل سؤال فكره محددة.
13. رتب الأسئلة بشكل جيد بحيث تكون الأسئلة الجدلية في أخر المقابلة بعد أن تواصل مع المقابل معه.
14. اطلب التوضيح من المقابل معه إن لزم الأمر.

#### إنشاء الأستبانة (constructing questionnaire)
1. اجعلها مختصرة.
2. أستخدم اللغة البسيطة الواضحة.
3. تجنب الأسئلة ذات الإجابات التي تعتمد على فرضيات غير دقيقة
4. اجعل الأسئلة بطريقة لا تبدو مؤشرا لإجابة ترضيك أنت.
5. تفحص التتابع في الأسئلة.
6. حدد مسبقا كيف ستتم ترتيب الإجابات بطريقة منهجية.
7. اجعل مهمة العينة سهلة وبسيطة.
8. أعطي تعليمات واضحة.
9. أعطي توضيح لكل جزء يكون هدفه غير واضح للقارئ.
10. اجعل شكل الاستبانة جذاب ومرتب.
11. اعمل اختبارا قبليا على عينة من زملائك واستفيد من التغذية الراجعة.
12. لخص النسخة النهائية بحيث تحقق لك الغرض من الأسئلة.

كيف تحصل على أعلى نسبة في استرجاع الاستبانة من العينات (Maximizing your return rate for a mailed questionnaire)
1. اختيار الوقت المناسب لتوزيع الاستبانة «بالنسبة للعينة»
2. إعطاء الانطباع الجيد عن الاستبانة
3. حفز الآخرين على تعبئة الاستبانة وإعادتها
4. أرفق مغلف بطابع البريد كي لا يتكلف الأشخاص مصاريف لا تعنيه
5. اعرض على المشركين نتيجة دراستك
6. تابع بأدب في حالة عدم الرد

### ثانياً: دراسات العلاقات
الدراسات المسحية تكتفي بجمع المعلومات والبيانات عن الظواهر التي تدرسها من أجل وصفها، كما تهتم بتفسير هذه المعلومات لفهم هذه الظواهر. أما دراسات العلاقات فلا تكتفي بعملية الوصف والتفسير بل تهتم بدراسة العلاقات بين الظواهر، والارتباطات الخارجية بينها وبين الظواهر الأخرى.

#### أشكال دراسات العلاقات
1. دراسة الحالة.
2. الدراسات العلية المقارنة.
3. الدراسات النمائية.

##### أولا: دراسة الحالة
يعني هذا الأسلوب في البحث بدراسة حالة فرد ما أو جماعة ما أو مؤسسة ما، كالأسرة أو المدرسة أو المصنع عن طريق جمع المعلومات والبيانات عن الوضع الحالي للحالة، والأوضاع السابقة لها ومعرفة العوامل التي أثرت عليها والخبرات الماضية لها لفهم جذور هذه الحالة باعتبار أن هذه الجذور ساهمت مساهمة فعالة في تشكيل الحالة بوضعها الراهن، فالحوادث التي مرت على الأفراد أو المؤسسات وتركت آثارا واضحاً على تطور الفرد أو المؤسسة هي مصدر هام لفهم السلوك الحاضر للفرد أو المؤسسة.
وتستخدم دراسة الحالة في كثير من المواقف اليومية في الحياة العملية كما تستخدم من قبل الباحثين.
فالإنسان حين يريد أن يختار صديقاً فإنه يدرس سلوكه الحالي والسابق، وحين يختار رفيق حياته فإنه يقوم بدراسة «حالة» ويجمع معلومات عن وضعها الحالي وتاريخها والأحداث الهامة التي مرت بها.
والطبيب يقوم بدراسة «حالة» للمريض ليعرف حياته السابقة وصلته بالمرض، والتاريخ الصحي له.
والباحث الاجتماعي يقوم بدراسة «حالة» الأسرة الفقيرة التي تحتاج إلى مساعدة أو للطفل المنحرف الذي يحتاج إلى التوجيه والإصلاح فيدرس أسرته وطفولته ومدرسته.
والطبيب النفسي يقوم بدراسة «حالة» للمريض الذي يتعامل معه ويجمع معلومات عن تطور حالته النفسية والعوامل الهامة التي أثرت عليها.
والمعلم بقوم بدراسة «حالة» لكل طالب حين يعد ملفاً للطالب يسجل فيه ابرز الحوادث والخبرات التي مر بها الطالب في حياته الأسرية والمدرسية والصحية وغيرها.

###### خطوات دراسة الحالة
إن اسلون دراسة الحالة كأحد أشكال الأسلوب الوصفي في البحث يتحدد بالخطوات التالية :
1. تحديد الحالة: وقد تكون الحالة فرداً أو جماعة أو مؤسسة.
2. جمع المعلومات والبيانات المتصلة بالحالة ليكون الباحث قادراً على فهمها ووضع الفروض اللازمة.
3. إثبات الفروض عن طريق جمع المعلومات والبيانات المختلفة.
4. الوصول إلى النتائج.

###### أساليب جمع المعلومات
1. -دراسة أقوال المفحوصين (أفراد الحالة) وتحليل هذه الأقوال، فالمفحوصين قادرون على الكشف عن الخبرات الهامة أو المواقف الهامة التي يتعرضوا لها وأثرت على حياتهم.
2. -تحليل الوثائق المتعلقة بالحالة مثل السجلات، المذكرات الشخصية الرسائل.
3. -دراسة الجماعة المرجعية للحالة، فإذا كانت الحالة فردا لابد من دراسة أسرة الفرد، وإذا كانت جماعة لابد من دراسة المجتمع الذي تعيش فيه هذه الجماعة.

ومن المهم أن يكون واضحا أن جمع المعلومات لا يعني دراسة الحالة فالمعلومات هي المادة التي يجمعها الباحث ليكون قادرا على استخدامها للوصول إلى النتائج.
كما أن من المهم أن تكون المعلومات شاملة لكل الأحداث الهامة المرتبطة بالحالة، فالباحث يحتاج لمعرفة كل المواقف والأحداث، ولكن عليه أن يكون انتقائيا فيأخذ الأحداث والخبرات التي تركت أثرا واضحا على الحالة وبهمل الأحداث البسيطة التي لا اثر لها.ويجمع الباحث معلوماته وبياناته حسب التسلسل الزمني وذلك لأهمية هذا التسلسل في تطور تشكيل الحالة.

###### مزايا أسلوب دراسة الحالة وعيوبه
يستخدم هذا الأسلوب في دراسة حالة ما (فرد، جماعة، مؤسسة)كوحدة واحدة من خلال الرجوع إلى تاريخ الحالة وتطورها ووضعها الراهن، فكل المعلومات والبيانات ترتبط بهذه الحالة وبعلاقاتها بالآخرين، وبذالك يقدم الباحث في دراسة الحالة دراسة متكاملة متعمقة للحالة، حيث يركز الباحث على موضوع دراسته أو الحالة التي يبحثها، ولا يشتت جهده على دراسة موضوعات متعددة أو أفراد عديدين.
ولكن يؤخذ على هذا الأسلوب انه لا يمكن للباحث من تعميم نتائجه على حالات أخرى أو على مجتمع أكثر اتساعا، ومع ذلك تساعد المعلومات التي يحصل عليها الباحث من دراسة حالة ما في فهم ودراسة حالات أخرى لها نفس الظروف، فالعوامل التي أدت إلى انحراف طالب ما يمكن أن تؤثر أيضا – ولو بدرجات متفاوتة –على طالب آخر من نفس المستوى الاجتماعي والاقتصادي للطالب الأول.
كما يؤخذ عليها أن المعلومات التي يقدمها المفحوص (موضوع الحالة)عن نفسه وخبراته الماضية والحالية قد لا تكون دقيقة حيث لا يكشف المفحوص عنها عمدا أو عن طريق النسيان وبذلك قد تضيع بعض التفاصيل الهامة.

##### ثانيا –أسلوب الدراسات العليا المقارنة
ركزت معظم أساليب الدراسات الوصفية على ضرورة جمع المعلومات والبيانات المتعلقة بموقف ما أو ظاهرة ما وتفسير هذه المعلومات من اجل فهم هذا الموقف ولكن أسلوب الدراسات العلية المقارنة يتعدى ذلك إلى البحث الجاد عن أسباب حدوث الظاهرة عن طريق إجراء مقارنات بين الظواهر المختلفة لاكتشاف العوامل التي تصاحب حدثا معينا فلو افترضنا أن باحثا يريد أن يدرس أسباب حوادث السيارات فانه يأخذ عددا من الحوادث هي أ ب ج د ثم يحلل كل حادث لمعرفة أسبابه على النحو التالي :
- الحادث أ أسبابه هي: السرعة.
- الحادث ب أسبابه هي: السرعة.
- الحادث ج أسبابه هي: السرعة.
- الحادث د أسبابه هي: السرعة.

انه في مثل هذه الحالة يستطيع أن يقول إن السرعة هي عامل هام ومشترك في جميع حوادث السيارات السابقة وبذلك يكون قادرا على أن يقدم توصياته باتخاذ قرارات تتعلق بالسرعة الآمنة ومن المهم أن ينتبه الباحث وهو يبحث عن العلاقة السببية أو علاقة السبب بالنتيجة أن يتأكد مما يلي:
1. - هل يظهر السبب الذي يدرسه دائما مع النتيجة؟ أي هل يأتي الحادث مصحوبا بالسرعة؟
2. - هل يظهر السبب قبل النتيجة؟ أي هل كل حادث يأتي مسبوقا بزيارة في السرعة؟
3. - هل السبب حقيقي أم مجرد علاقة ما مع السبب الحقيقي أي هل الحادث يأتي نتيجة للسرعة أم نتيجة ارتباط السرعة بعدم القدرة على التركيز في حالة السرعة؟
4. - هل السبب هو السبب الوحيد أم هناك أسباب أخرى ؟هل الحادث نتيجة السرعة أم نتيجة عطل في السيارة؟
5. - ما الظروف التي تكون فيها العلاقة بين السبب والنتيجة قوية أو ضعيفة؟
6. هل تكون العلاقة قوية بين السرعة والحوادث في الأحوال الجوية السيئة؟
7. هل تضعف العلاقة حين تكون الطرق جيدة.

لاشك إن الإجابة على هذه الأسئلة ستسهم في زيادة قدرة الباحث على أن يربط بين السبب والنتيجة أو أن يفسر الحادثة بأسبابها.

###### طرقجون ستيوارت ملفي الكشف عن الروابط العِلية
حدد جون ستيوارت مل الطرق التالية للكشف عن الروابط العِلّية أو الروابط التي تحدث بين النتائج والأسباب

###### =طريقة المتلازم في الوقوع=
تفترض هذه الطريقة أن العلة والمعلول متلازمان دائما فإذا وجدت العلة وجد المعلول ففي المثال السابق عن السرعة وحوادث السيارات تبين أن السرعة ملازمة للحوادث ففي كل حادث سيارة اكتشف الباحث أن السيارة كانت مسرعة.
ومن هنا يمكن فهم أساس هذه الطريقة في ما يلي:
إذا كانت الظروف المؤدية إلى نتيجة ما تتشابه في عامل واحد فإن هذا العامل هو السبب اتلذي أدى إلى هذه النتيجة: مثال
الطالب أ درس بجد ومثابرة وكان مستوى نجاحه متقدما.
الطالب ب درس بجد ومثابرة وكان مستوى نجاحه متقدما.
الطالب ج درس بجد ومثابرة وكان مستوى نجاحه متقدما.
الطالب د درس بجد ومثابرة وكان مستوى نجاحه متقدما.
إن الظروف المشتركة التي أدت إلى مستوى النجاح المتقدم في جميع الحالات السابقة تمثلت في الدراسة الجادة والمثابرة وبذلك نستطيع القول إن النجاح المتقدم يمكن أن يكون نتيجة للدراسة الجادة والمثابرة.

###### =طريقة التلازم في التخلف=
إن تلازم الجد والمثابرة مع النجاح المرتفع لا يمنع أن يكون هناك أسباب أخرى يحتمل أن تكون هي التي أدت إلى النجاح المرتفع كالذكاء مثلا فالطالب أ ب ج د يمكن أن يكونوا أذكياء وأن سبب نجاحهم المرتفع هو ذكاؤهم وليس دراستهم الجادة ومن هنا كانت طريقة التلازم في الوقوع ليست كافية لإثبات علاقة العلة بالمعلول فوضع جون ستيوارت مل الطريقة الثانية وهي التلازم في التخلف وتستند هذه الطريقة إلى الأساس التالي:
إذا تشابهت مجموعتان في كل الظروف ما عدا ظرف واحد فإن الفرق بين المجموعتين يرجع إلى هذا الظرف.... مثال:
لدينا مجموعتان من الطلاب أ ب تتفوق المجموعة أ على ب في مستوى التحصيل تدرس المجموعتان في مدرسة واحدة والمجموعتان متساويتان في متوسط العمر والذكاء والمستوى الاجتماعي والاقتصادي ويتساويان في عدد ساعات الدراسة اليومية والاهتمام بالدراسة ولكن تدرس المجموعة الأولى عن طريق معلم مؤهل بينما تدرس المجموعة الثانية مع معلم غير مؤهل فإننا نستطيع أن نقول بأن الفرق بين مستوى تحصيل المجموعتين أ ب ناتجا عن وجود المعلم المؤهل.

###### =طريقة التلازم في الوقوع والتخلف=
يتضح من الطريقة الثانية «التلازم في التخلف» إن تفوق المجموعة أ يمكن أن يكون ناتجا عن وجود المعلم المؤهل كما يمكن أن يكون ناتجا عن أسباب أخرى لم يدرسها الباحث ومن هنا لا يجوز الاكتفاء بهذه الطريقة للحكم على ارتباط العلة بالمعلول ولا بد من البحث عن طريقة أخرى وهي طريقة الجمع بين التلازم في الوقوع والتخلف وتستند هذه الطريقة إلى الأسس التالية:
إذا كان العامل أ هو المسئول عن أحداث نتيجة ب فإن هذا يعني انه كلما وجدت أ وجدت ب وكلما غابت أ غابت ب أي أنه أذا وجدت العلة وجد المعلول وإذا غابت العلة غاب المعلول أي أننا نجمع بين طريقتي التلازم في الوقوع والتلازم في التخلف ومن هنا يكون الباحث أكثر ثقة في الحكم على أن أ هي علة ب.
فلو حاول باحث أن يدرس الصلة بين وجود الكلس في طعام الطفل وزيادة قوة أسنانه فإن عليه أن يختبر هذه الصلة من خلال تطبيق طريقة الجمع بين التلازم في الوقوع والتخلف على النحو التالي:
يلاحظ الباحث أن وجود الكلس في طعام الطفل يؤدي إلى زيادة قوة أسنانه ثم يلاحظ أن غياب الكلس في طعام الطفل يؤدي إلى ضعف في الأسنان وبعد أن يتأكد من هاتين الملاحظتين يستطيع أن يقول بأن وجود الكلس يؤدي إلى زيادة في قوة أسنان الطفل.

###### =طريقة التغير النسبي=
تستند هذه الطريقة إلى أن المعلول يتغير مع العلة زيادة أو نقصا فكلما زادت العلة زاد المعلول وكلما نقصت العلة نقص المعلول.
فإذا لاحظ الباحث أن الزيادة في عدد ساعات الدراسة يؤدي إلى زيادة في تحصيل الطالب وان النقص في عدد الساعات يؤدي إلى نقص في تحصيل الطالب فإن الباحث يكون قادرا على إثبات العلاقة بين عدد ساعات الدراسة وبين التحصيل الدراسي كعلاقة علة بمعلول.

###### =طريقة العوامل المتبقية=
تستند هذه الطريقة إلى الأساس التالي:
إذا كانت هناك علتان أ ب لمعلولين مختلفين ج د وتمكنا من إيجاد العلاقة العليا بين أ د فإننا نستطيع القول بأن هناك علاقة عليا بين ب ج مثال:
اكتشف أحد الباحثين أن استخدام نوعين من السماد أ ب يؤدي إلى زيادة في طول الشجرة وازدياد خضرتها فأجرى الباحث دراسات استطاع من خلالها أن يتوصل إلى أن السماد أ هو المسئول عن زيادة طول الشجرة إن هذه النتيجة تقوده إلى أن يربط بين السماد ب وبين زيادة خضرة الشجرة في علاقة علة بمعلول.

###### =اعتراضات على طرق جون ستيوارت مل=
واجهت طرق جون ستيوارت مل الخمسة اعتراضات متعددة يمكن إجمالها فيما يلي :
1. - لا تكون النتائج عادة وخاصة في العلوم الإنسانية مرتبطة بعامل واحد معين يمكن عزله بل غالبا ما تكون هذه النتائج مرتبطة بشبكة متفاعلة من العوامل إن نجاح الطالب في مدرسته لا يعتمد على المدرس أو ذكاء الطالب أو مستواه الاجتماعي والاقتصادي أو على طريقته في المدرسة، ولا يمكن إيجاد اثر كل عامل من هذه العوامل بدقة لان هناك شبكة من التفاعلات بين هذه العوامل، فطريقة الدراسة مثلا لطالب في مستوى ذكاء معين لا تؤدي إلى نفس النتائج إذا استخدمها طالب بذكاء مختلف، كما أن ذكاء طالب معين لا يؤدي إلى درجة معينة من التحصيل حصل طالب في نفس الدرجة من الذكاء.فالعوامل متشابكة وليست بسيطة ومنعزلة حتى يسهل حصرها وتحديد آثاره.
2. -إن ظاهرة ما قد تحدث نتيجة سبب معين في ظرف معين، وان نفس هذه الظاهرة يمكن آن تحدث نتيجة لسبب آخر في ظرف آخر، فالطالب (ا) رسب لإهماله والطالب (ب) رسب لنفوره من مدرسه، فالرسوب لا يحدث نتيجة لسبب ما معين، وغالبا ما لا تؤدي الجهود المبذولة للبحث عن السبب المعين غالى آية نتائج ملموسة.
3. -إن كثيرا مما نعتقد أنها أسباب لنتائج معينة يمكن أن تكون مجرد تلازم غير سببي بين ظاهرتين أنما مجرد تلازم عرضي، كما أن من الصعب أن نحدد في كثير من الحالات العلة والمعلول.

فلو لاحظ باحث أن طلاب المدارس الخاصة هم طلاب متفوقون في الغالب فهل يعني أن هذه العلاقة هي علة بمعلول؟ هل تفوق الطلاب لأنهم يدرسون في المدارس الخاصة أم ذهبوا إلى المدارس الخاصة لأنهم متفوقون أصلا؟

###### الدراسات العلية المقارنة والدراسات التجريبية
تشترك الدراسات العلية المقارنة مع الدراسات التجريبية ف بالبحث عن العلاقات السببية بين الظواهر، حتى أن الباحثين اعتبروا طرق جون ستيوارت مل جزءا من الأسلوب التجريبي لا من الأسلوب المسحي، والحقيقة أننا يمكن أن نستخدم هذه الطرق ف المنهجين المسحي والتجريبي معا، لأن ما يميز المنهج المسحي عن التجريبي هو في أننا نتحكم في الظاهرة ونغير من بعض ظروفها في المنهج التجريبي بينما نقوم في المنهج المسحي بدراسة الظاهرة في ظروفها الواقعية لا المخبرية.
إن الحاجة إلى الدراسات العلية المقارنة تتضح فيما يلي:
1. تجري الدراسات العلية المقارنة في الظروف الطبيعية حيث تدرس الظاهرة كما هي موجودة في الواقع، ولا يضطر الباحث إلى إجراء تغيير في هذا الواقع كأن يثبت عاملا أو يزيد من تأثير عامل أو يقلل من تأثير آخر، وهذا يعطي دقة أكثر في البحث.
2. إن كثيرا من الظواهر الإنسانية لا تخضع للتجريب ولا يمكن دراستها إلا من خلال أسلوب الدراسة العلية المقارنة، فلا يمكن تصميم تجربة باستخدام طرق جون ستيوارت مل لمعرفة «اثر نقص الكلس على طعام الأطفال» فهذه الظاهرة لا تدرس غلا بالمنهج المسحي وبأسلوب الدراسات العلية المقارنة.
3. تتطلب الدراسات التجريبية جهدا طويلا ونفقات عديدة وإجراءات إدارية وتنظيمية متعددة لتصميم التجارب وملاحظة النتائج، بينما لا تتطلب الدراسات المقارنة مثل هذه الجهود لأنها تتم في ظروف طبيعية.

### ثالثا - أسلوب الدراسات الارتباطية
تهتم الدراسات الارتباطية بالكشف عن العلاقات بين متغيرين أو أكثر لمعرفة مدى الارتباط بين هذه المتغيرات والتعبير عنها بصورة رقمية. فإذا أراد باحث أن يعرف مدى الارتباط بين شرب القهوة وسهر الطلاب في فترة الامتحانات فإنه أمام الاحتمالات التالية:
إذا كانت كل زيادة في شرب القهوة متبوعة في السهر فإن درجة الارتباط بينهما عالية وموجبة، وإذا كانت كل زيادة في شرب القهوة متبوعة بنقص في السهر فإن درجة الارتباط عالية وسالبة.
وتتراوح درجة الارتباط بين +1، -1 مرورا بالصفر، فإذا كانت كل زيادة في ذكاء التلاميذ مصحوبة بزيادة في مستوى تحصيلهم الدراسي، فإن درجة الارتباط هنا تامة وموجبة +1.
وإذا كانت كل زيادة في الذكاء مصحوبا بانخفاض في درجة التكيف فأن درجة الارتباط تامة وسالبة -1.
أما إذا كانت كل زيادة في متغير ما يحتمل أن تكون مصحوبة بزيادة أو نقص في متغير آخر، فإن درجة الارتباط بين المتغيرين معدومة أو لا ارتباط بينهما.
ولا تكون درجات الارتباط عادة بهذا الشكل الحاد +1 أو -1 أو صفر، ففي كثير من المتغيرات نجد أن درجات الارتباط تتراوح بين -1، +1، فيمكن أن تكون درجة الارتباط +2 د، +3 د، +4 د... الخ.
وتوجد طرق إحصائية لقياس معامل الارتباط بين متغيرين، حيث لا يستطيع الباحث من خلال الملاحظة أن يؤكد درجة الترابط ويحدد مدى هذا الترابط، فلا باحث يلاحظ وجود علاقة ما أو ترابط ما بين متغيرين، ويضع الفروض التي يفسر بوساطتها هذه العلاقة أو الترابط ثم يحاول جمع المعلومات والبيانات اللازمة لإثبات صحة هذه الفروض، والوصول إلى النتائج.
تفيدنا دراسات الارتباط في معرفة العلاقة بين المتغيرات، فإذا اكتشف الباحث علاقة بين متغيرين، فإنه يكون قادرا على التنبؤ بالمتغير الثاني وبما سيمر به من تغيرات، ولكن يؤخذ على هذه الدراسات أن الترابط بين المتغيرات يمكن أن يكون عرضيا دون أن يكون سببيا، فالزيادة في طول الإنسان الناتجة عن النمو مصحوبة دائما بزيادة في النمو العقلي، فهل هذا يعني أن هناك ارتباط بين طول الإنسان وزيادة نموه العقلي؟ على أن هذا النقد يمكن أن يقل تأثيره أذا كان الباحث داعيا للعلاقات السببية أو فيما إذا كانت العلاقات بين الطول والنمو العقلي ليست سببية بل هي نتائج لمتغير واحد هو النمو الفزيولوجي.

#### الدراسات النمائية
تهتم الدراسات النمائية أو التطورية بدراسة التغيرات التي تمر ظاهرة من الظواهر عبر مرحلة من الزمن، وبذلك لا تقتصر هذه الدراسة على وصف الوضع الحالي للظاهرة، بل تدرس الظاهرة في فترة ما ثم تتابع دراستها لمعرفة التغيرات التي تمر بها الظاهرة مع الزمن والعوامل التي تسبب هذه التغيرات.
والدراسات النمائية يمكن إجراؤها في مختلف الميادين، فالمدرس حين يتابع سلوك تلميذ ما عبر مرحلة من الزمن يقوم بدراسة نمائية، كما أن الطبيب الذي يراقب مريضه عبر فترة معينة، والمهندس الذي يلاحظ التغيرات في شكل البناء وهندسته عبر مرحلة من الزمن، والسياسي الذي يراقب تطور الرأي العام في مرحلة من الزمن. جميع هؤلاء يقومون بدراسات نمائية.
فالدراسة النمائية أسلوب لمعالجة مشكلات التطور والتغير التي تمر بها الظاهرة، حيث يبدأ الباحث بالخطوات التالية:

#### خطوات الدراسة النمائية
1. -ملاحظة ظاهرة أو موقف أو حادثة أو شيء أو أسلوب في فترة ما من الزمن، ووصف هذه الظاهرة كما هي في ذلك الوقت.
2. -يتابع هذه الظاهرة بعد مرور فترة من الزمن، ووضعها في ضوء واقعها الجديد والتغيرات التي تمر بها، والعوامل التي أدت إلى حدوث هذه التغيرات.
3. -متابعة دراسة الظاهرة بعد فترات زمنية أخرى، ووضعها وتحديد العوامل التي أدت إلى تشكيلها في آخر صورة لها.

ويلاحظ أن هذه الدراسات ترتبط بالدراسات التاريخية أو بالأسلوب التاريخي والأسلوب التجريبي.
فالباحث حين يدرس ظاهرة ما في فترة زمنية سابقة، ويصف هذه الظاهرة في مراحل لاحقة فانه يقوم بدراسة تاريخية.
وحين يدرس ظاهرة ما ثم يقوم بدراستها بعد فترة فكأنه يقوم بدراسة تجريبية استخدم فيها أسلوب الفحص القبلي والفحص ألبعدي كما يستخدم في البحث التجريبي.ولكن الأسلوب ألنمائي يختلف عن الأسلوب التاريخي في كونه يمكن أن ينطلق من الحاضر أو من الظاهرة في وضعها الحالي ويتابعها في المستقبل بينما يهتم الأسلوب التاريخي في دراسة ظاهرة سابقة ومتابعة دراستها حتى فترة من الزمن قد لا تصل إلى الزمن الحاضر.
كما يختلف الأسلوب ألنمائي عن التجريبي في كون الباحث لا يستخدم أسلوب الضبط أو تثبيت العوامل كما يستخدم في الأسلوب التجريبي.
ويتخذ هذا الأسلوب شكلين هما: دراسة النمو ودراسة الاتجاه.

#### أشكال الأسلوب ألنمائي

##### أولا –دراسة النمو
تهتم دراسة النمو بالتغيرات التي تحدث للظواهر ومعدل هذه التغيرات والعوامل التي تؤثر عليها، وتستخدم بشكل واسع في دراسة النمو الإنساني حيت يتابع الباحث مظهرا من مظاهر النمو على مدى فترة زمنية معينة، مثل النمو اللغوي عند الأطفال أو النمو الحركي أو الجسمي أو الاجتماعي والانفعالي أو العقلي، وتتخذ دراسة النمو شكلين هما

###### الدراسة الطولية
تتم الدراسة الطولية باختيار مجموعة من الأفراد ومتابعة نموهم في أعمار مختلفة. فإذا أراد باحث أن يدرس تطور النمو اللغوي للأطفال في الفترة ما بين سنتين إلى خمس سنوات فانه يقوم بما يلي:
- اختيار عينة من الأطفال من سن سنتين.
- ملاحظة الألفاظ والكلمات التي يعرفونها في هذا السن.
- متابعة ملاحظة الأطفال بعد ستة شهور ثم بعد سنة وهكذا حتى خمس سنوات
- تسجيل نتائج كل ملاحظة في جدول خاص يبين العمر وعدد الكلمات التي يعرفها الطفل في هذا العمر
- الوصول إلى النتائج من خلال دراسة الجدول السابق

###### الدراسة المستعرضة
تتم الدراسة المستعرضة باختيار أكثر من مجموعة من الأفراد في أعمار زمنية متعددة، فالباحث الذي يريد أن يدرس تطور نمو اللغة عند الأطفال بين سن سنتين وخمس سنوات مستخدما أسلوب الدراسة المستعرضة فانه يقوم بما يلي:
- اختبار مجموعة من الأطفال في سن سنتين من العمر
- اختبار مجموعة من الأطفال في سن ثلاثة سنوات، ومجموعة أخرى في سن *أربع سنوات ومجموعة خامسة في سن خمس سنوات
- يقيس عدد الكلمات والألفاظ التي تتقنها كل مجموعة
- الوصول إلى النتائج من خلال دراسة الجدول

##### مزايا وحدود كل من الأسلوبين
تتميز الدراسات الطولية بما يلي:
- أنها أكثر دقة لأنها تجري على مجموعة واحدة فقط وتتم متابعة هذه المجموعة نفسها على فترات زمنية
- يمكن أن يلاحظ الباحث أكثر من متغير في دراسته، فالباحث يستطيع مثلا ملاحظة النمو اللغوي والنمو الحركي والنمو في الوزن والنمو في الطول

وللدراسات الطولية حدود تتضح في أنها تتناول عينة صغيرة من الأفراد كما أن بعض أفراد العينة قد ينتقلون من مكان الدراسة حيث لا يستطيع الباحث متابعتهم في الأماكن الجديدة التي انتقلوا أليها، ويؤخذ على هذه الدراسات ما يلي:
1. تتطلب وقتا طويلا منذ بدء الدراسة حتى نهايتها.
2. قد تتغير أساليب الدراسة وتتطور ويكتشف الباحث أساليب دراسة أكثر اتقانا من الأسلوب الذي بدأ به.
3. قد يتأثر أفراد العينة إلى أحداث هامة في هذه الفترة الزمنية الطويلة مما يؤثر على نموهم سلبا أو إيجابا.

أما الدراسات المستعرضة فإنها تتميز بما يلي:
1. إنها تجري على أفراد عديدين ومجموعات متعددة من الأطفال.
2. يمكن أن تتم في فترة قصيرة نسبيا.

ولهذه الدراسات حدود حيث لا يستطيع الباحث ملاحظة ودراسة متغيرات متعددة كما هو الحال في الدراسات الطولية، ويؤخذ على الدراسات المتعرضة ما يلي:
1. إنها لا تجري على مجموعة واحدة كما هو الحال في الدراسة الطولية، فالباحث لا يتابع مجموعة واحدة وبذلك قد تتأثر النتائج بالفروق بين أفراد المجموعات المختلفة وبذا يحصل الباحث على نتائج أقل دقة.

##### ثانيا – دراسات الاتجاه
تهدف هذه الدراسات إلى دراسة ظاهرة ما في واقعها الحالي ومتابعة دراستها على مدى فترة زمنية قادمة (أو دراستها على مدى فترة زمنية سابقة) وذلك لمعرفة اتجاهات تطور هذه الظاهرة من أجل التنبؤ بما يمكن أن يحدث لها في المستقبل.
وتعتبر دراسات الاتجاه من الدراسات التنبؤية التي يمارسها المربون أو المخططون أو الديمغرافيون أو الباحثون الاجتماعيون، فإذا أراد باحث أن يتنبأ بأجور المساكن في السنوات المقبلة فإن عليه أن يدرس ظاهرة أجور المساكن في وضعها الراهن والرجوع في دراستها على مدى السنوات الماضية ولتكن عشر سنوات مثلا، وبذلك يستطيع معرفة معدلات الأجور في السنوات العشرة الماضية بما يسمح له بالتنبؤ في أجور المساكن في المستقبل وبذلك يقدم معلومات هامة في دراسة مستقبل هذه الظاهرة.
ويمكن استخدام هذه الدراسات في التنبؤ بالتغيرات الاجتماعية المستقبلية، فالباحث الذي يدرس علاقة الآباء بالأبناء في السنوات العشر الماضية يقدم صورة عن معدلات التغير فيها بما يساعده أن يرسم صورة مستقبلية لهذه العلاقة، كما يمكن استخدام هذه الدراسات في التنبؤ بأعداد طلاب المدارس أو حاجات البلاد على الطاقات البشرية في المستقبل وفي ميادين أخرى اقتصادية وسياسية متعددة.
ويحذر أن التنبؤ في المستقبل قد لا يكون سهلا لأن معدل التغير في ظاهرة ما قد يتغير في المستقبل ويكون أكثر سرعة أو يتأثر بعوامل أخرى تقلل من سرعته، وبذلك قد لا يكون معدل التغير في الماضي مماثلا لمعدل التغير في المستقبل، ولذلك ينظر إلى التنبؤات لا على أنها مسلمات وحقائق بل مؤشرات تساعد على فهم التطور المستقبلي للظواهر المختلفة.

## تقويم الأسلوب الوصفي
يقدم الأسلوب الوصفي في البحث كثيرا من الفوائد التي تفيد الإنسان في فهم مختلف الظواهر الاجتماعية والإنسانية وذلك عن طريق ما يلي:
1. تقديم حقائق ومعلومات وبيانات دقيقة عن واقع ظاهرة ما أو حدث ما أو شيء ما أو حالة ما.
2. يقدم توضيحا للعلاقات بين الظواهر المختلفة، كالعلاقة بين الأسباب والنتائج، والعلاقة بين الكل والجزء، بما يساعد الإنسان على فم هذه الظواهر.
3. تقدم تفسيرا وتحليلا للظواهر المختلفة بما يساعد الإنسان على فهم العوامل التي تؤثر فيه.
4. تساعد إلى حد ما في التنبؤ بمستقبل الظواهر المختلفة من خلال تقديم صورة عن معدل التغير السابق في ظاهرة ما بما يسمح للإنسان من التخطيط العام لعض جوانب المستقبل.

وتبدو أهمية الأسلوب الوصفي في إنه الأسلوب الأكثر استخداما والأكثر ملائمة في دراسة الظواهر الإنسانية والاجتماعية حيث يصعب إخضاع بعض الظواهر للتجريب والمختبر فتبقى الدراسات الوصفية هي الأسلوب الوحيد لدراسة ظواهر عديدة مثل دراسة آثار سوء التغذية عند الأطفال أو السلوك الانفعالي للأطفال في الأسرة المفككة وكثير من الظواهر الإنسانية والتربوية والاجتماعية المختلفة.
ولكن هل يمكن اعتبار الأسلوب الوصفي أسلوبا علميا؟
يرى بعض الباحثين أن الدراسات الوصفية هي أعمال علمية وليست أبحاثا بمعنى الكلمة لأنها تقدم وصفا وتفسيرا لواقع ما معين ولكنها لا تتعمق للكشف عن الطريقة التي تؤثر بها العوامل المختلفة على ظاهرة ما أو الكشف عن مقدار تأثير كل عامل على هذه الظاهرة كما يحدث عادة في البحوث التجريبية.
ويبالغ بعض الباحثين في التقليل من أهمية الدراسات الوصفية وذلك استنادا إلى الأسس التالية:
1. يخشى من اعتماد الباحث على معلومات خاطئة نتيجة لأخطاء مقصودة أو غير مقصودة في مصادر المعلومات سواء أكانت مصادر بشرية أو مادية كالسجلات والآثار والوثائق. على أن هذا النقد يمكن أن يتضاءل كثيرا إذا اهتم الباحث بفحص وثائقه فحصا دقيقا قبل أن يعتمدها.
2. توجد فرصة لتحيز الباحث في جمع البيانات وميله إلى مصادر معينة تزوده بما يريد ويرغب لا بما هو حقيقي، وذلك لأن الباحث يتعامل مع ظواهر اجتماعية وإنسانية غالبا ما يكون ظرفا فيها، وهذا النقد يتضاءل أيضا بوعي الباحث وموضوعيته.
3. أن جمع المعلومات في الدراسات الوصفية غالبا ما يتم عن طريق عدد من الأفراد الذين يساعدون الباحث في هذه العملية، وتتأثر عملية جمع المعلومات بتعدد الأشخاص الذين يجمعونها وبأساليبهم المختلفة في الحصول عليها مما يجعلها عرضة للنقد وعدم الدقة، وهذا النقد يتضاءل أيضا إذا استطاع الباحث أن يدرب مساعديه على طريقة جمع المعلومات ويقنن أساليبهم في البحث.
4. إن إثبات الفروض في الدراسات الوصفية عملية صعبة وذلك لأنها تتم عن طريق الملاحظة وجمع المعلومات المؤيدة والمعارضة للفروض دون أن تتاح الفرصة لاستخدام التجربة في إثبات هذه الفروض، فإثبات الفروض في الدراسات الوصفية عن طريق الملاحظة يقلل من قدرة الباحث على اتخاذ القرار، فالباحث قد لا يستطيع ملاحظة كل العوامل أو يغفل بعضها أو لا يستطيع التوصل على إثباتات كافية أو شواهد كافية مما يعيقه عن إثبات فروضه أو نفيها.
5. إن الدراسات الوصفية غالبا ما تناقش ظواهر محددة بزمان معين ومكان معين ومن الصعب تعميم نتائجها ذلك لأن هذه الظواهر تتغير من زمان إلى أخر ومن مكان إلى أخر.
6. إن قدرة الدراسات الوصفية على التنبؤ تبقى محدودة وذلك لصعوبة الظاهرة الاجتماعية وتعقدها وتعرضها لعوامل متعددة تؤثر على سرعة تطورها أو تغيرها.